# Ной (опера)
Ной (фр. Noé), также Пото́п (фр. Le déluge) — пятиактная опера по либретто Анри де Сен-Жоржа, основанная на библейском сказании о Ное и Великом потопе. Последняя опера Фроманталя Галеви (1799—1862), законченная после смерти композитора его зятем, Жоржем Бизе.
Галеви работал над оперой в последние годы своей жизни (1858—1862). Поначалу администрация Парижской Оперы, поместила её в репертуар сезона 1860 года, однако, прочтя первые четыре акта, решила отложить премьеру.
После смерти Галеви Жорж Бизе взялся закончить его партитуру. Опера, озаглавленная им как «Потоп», была завершена около 1865 года, однако Бизе не смог добиться её постановки: премьера состоялась в театре Карлсруэ лишь в 1885 году, 10 лет спустя после его смерти.
В 2004 году спектакль был поставлен в Императорском театре Компьеня.